# Couzon-au-Mont-d'Or
Couzon-au-Mont-d'Or este o comună în departamentul Rhône din sud-estul Franței. În 2009 avea o populație de 2.545 de locuitori.

## Evoluția populației
| An        | 1975  | 1982  | 1990  | 1999  | 2006  | 2009  |
| --------- | ----- | ----- | ----- | ----- | ----- | ----- |
| Populație | 2.434 | 2.421 | 2.564 | 2.609 | 2.570 | 2.545 |